# Acanthaclisis obscura
Acanthaclisis obscura är en insektsart som beskrevs av Hölzel 1972. Acanthaclisis obscura ingår i släktet Acanthaclisis och familjen myrlejonsländor. Inga underarter finns listade i Catalogue of Life.